# گیم سرور
سرور بازی (که گاهی وقت ها به عنوان میزبان نیز نامیده می شود) سروری است که منبع معتبر رویدادها در یک بازی ویدیویی چند نفره است .

## انواع

### سرور اختًصاصی
سرورهای اختصاصی دنیاهای بازی را بدون پشتیبانی از ورودی یا خروجی مستقیم شبیه سازی می کنند، به جز مواردی که برای مدیریت آنها لازم است.
میزبانی از راه دور همچنین مزیت تاخیر کم را دارد که در غیر این صورت توسط هر بازیکنی که از همان ماشین یا شبکه محلی میزبان به سرور متصل می‌شود، از بین می‌برد.
با این حال، سرورهای اختصاصی برای اجرا هزینه دارند. هزینه‌ها گاهی توسط توسعه‌دهندگان بازی (مخصوصاً در کنسول‌ها ) و گاهی توسط گروه‌های دسته ای تأمین می‌شود، اما در هر صورت، عموم به شخص ثالثی متکی هستند که سرورهایی را برای اتصال به آنها ارائه می‌دهند. به همین دلیل، اکثر بازی هایی که از سرورهای اختصاصی استفاده می کنند، پشتیبانی از سرور شنوا را نیز ارائه می دهند.

### سرور شنوا
سرورهای شنوا همانند یک کلاینت بازی اجرا می شوند . در غیر این صورت، آنها مانند سرورهای اختصاصی عمل می کنند، اما معمولاً این عیب را دارند که باید با پخش کننده های راه دور از طریق اتصال اینترنتی خانگی با پخش کننده میزبان ارتباط برقرار کنند. همچنین با این واقعیت ساده که دستگاهی که سرور را اجرا می کند، یک تصویر خروجی نیز تولید می کند، عملکرد کاهش می یابد. علاوه بر این، سرورهای شنوا به هر کسی که مستقیماً روی آنها بازی می‌کند.
با این حال، سرورهای شنوا این مزیت را دارند که اساساً رایگان هستند و برای راه‌اندازی نیازی به زیرساخت‌های خاص یا برنامه‌ریزی پیش‌رو ندارند، که باعث می‌شود در طرفین لن که مشکلات تأخیر و پهنای باند نگران کننده نیستند.

#### جابجایی میزبان
در آرایش سرور شنوا، "مهاجرت میزبان" یک ویژگی مفید است. بدون مهاجرت میزبان، اگر پخش کننده ای که در حال حاضر میزبانی می کند به هر دلیلی (خروج، خرابی، اتصال شبکه از دست رفته و غیره) قطع شود، سرور فعلی کار نمی کند و بازی به پایان می رسد.

### همتا به همتا
در مدل کلاینت/سرور که در جای دیگر این مقاله به آن اشاره شده است، کلاینت ها داده های پردازش شده را از سرور دریافت کرده و بدون فکر زیاد نمایش می دهند.
همتا به همتا به طور کلی برای بازی های اکشن منسوخ در نظر گرفته می شود، اما به دلیل مناسب بودن برای بازی هایی با تعداد توکن های زیاد و تعداد بازیکنان کم، همچنان در ژانر استراتژی زمان واقعی رایج است.
با این حال، همتا به همتا معایب زیادی دارد:
- همگام نگه داشتن همه همتایان بسیار دشوار است. تفاوت‌های دقیقه‌ای بین همتایان می‌تواند در طول زمان به پارادوکس‌هایی که بازی را متوقف میکند. افزایش یابد.
- پشتیبانی از همتایان جدید که به صورت نیمه راه از طریق یک بازی به آن ملحق می شوند، بسیار دشوار است.[۶]
- هر همتا باید با سایر همتایان ارتباط برقرار کند و تعداد بازیکنان متصل را محدود کند.
- هر همتا باید قبل از شبیه‌سازی «فریم شبکه» بعدی منتظر پیام هر همتای دیگر باشد، در نتیجه همه بازیکنان با پخش‌کننده‌ای که بدترین اتصال را دارد، تأخیر مشابهی را تجربه می‌کنند.

### همتا شنوا
چندین سرور شنوا به طور جمعی برای تنظیم همتا شنوا، بین خود همتا می شوند. این نوع تنظیمات از معایب ارتباطات همتا به همتا در بین همه مشتریان جلوگیری می کند.

## تیکرایت
نرخی که یک سرور بازی مراحل شبیه سازی را با آن اجرا می کند، معمولاً به عنوان "تیکرات" نامیده می شود.
سه دلیل برای محدود کردن فرکانس مراحل شبیه‌سازی سرور به یک تیک از پیش تعریف‌شده وجود دارد: حفظ پهنای باند سرور و کلاینت، صرفه‌جویی در زمان CPU سرور، و اجازه دادن به کلاینت‌ها از مدت زمانی که بین هر تیک سپری شده است.